# Suzuki Alto
Der Suzuki Alto ist ein Pkw-Modell des japanischen Automobilherstellers Suzuki. Der Wagen gilt in Europa als Kleinstwagen, in Japan wird er als Kei-Car besteuert.

## Geschichte
In Japan selbst wird der Alto seit 1979 angeboten. Das Modell hatte zeitweise alle zwei Jahre einen Modellwechsel, wobei die Grenzen zwischen einem Facelift und einem wirklich neuen Modell oftmals nur schwer zu ziehen sind.
Darüber hinaus werden von dem zu Suzuki gehörigen indischen Hersteller Maruti unter wechselnden Namen auf dem Alto basierende Fahrzeuge angeboten, die sich aber im Laufe der Zeit immer weiter von dem japanischen Modell entfernt haben; insbesondere sind sie größer und zum Teil stärker motorisiert. Diese Fahrzeuge werden auch nach Europa exportiert, wobei wiederum meist der Name Suzuki Alto verwendet wird.

## Generationen
Wie schon zuvor angedeutet, ist es kaum möglich, eine sinnvolle Trennung nach „Generationen“ des Alto vorzunehmen. Im Folgenden daher eine Orientierung an den internen Typcodes. Mit einem neuen Typcode geht beim Alto auch jeweils eine kurze Phase einher, in der in Japan, Indien und Europa ein insbesondere optisch nahezu identisches Modell angeboten wird.

### Alto SS (1979–1986)

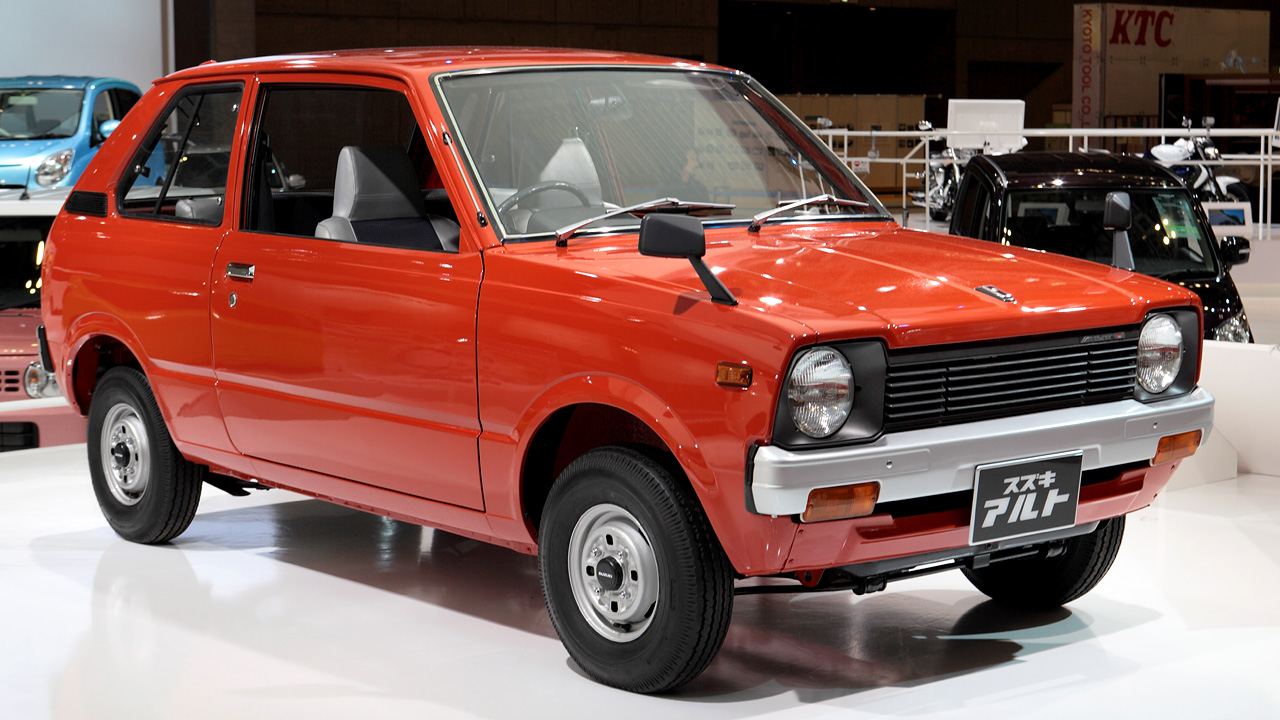
Suzuki Alto (1979–1984)

Der erste Alto von 1979 teilte sich die Plattform noch mit den Schwestermodellen Suzuki Cervo und Suzuki Fronte. Dieser wurde von einem Dreizylinder-Viertakt-Motor mit 29 kW (40 PS) angetrieben. Auf diesem Fahrzeug basierte auch die bis 1986 gebaute erste Generation des Maruti 800.

### Alto C (1984–1994)

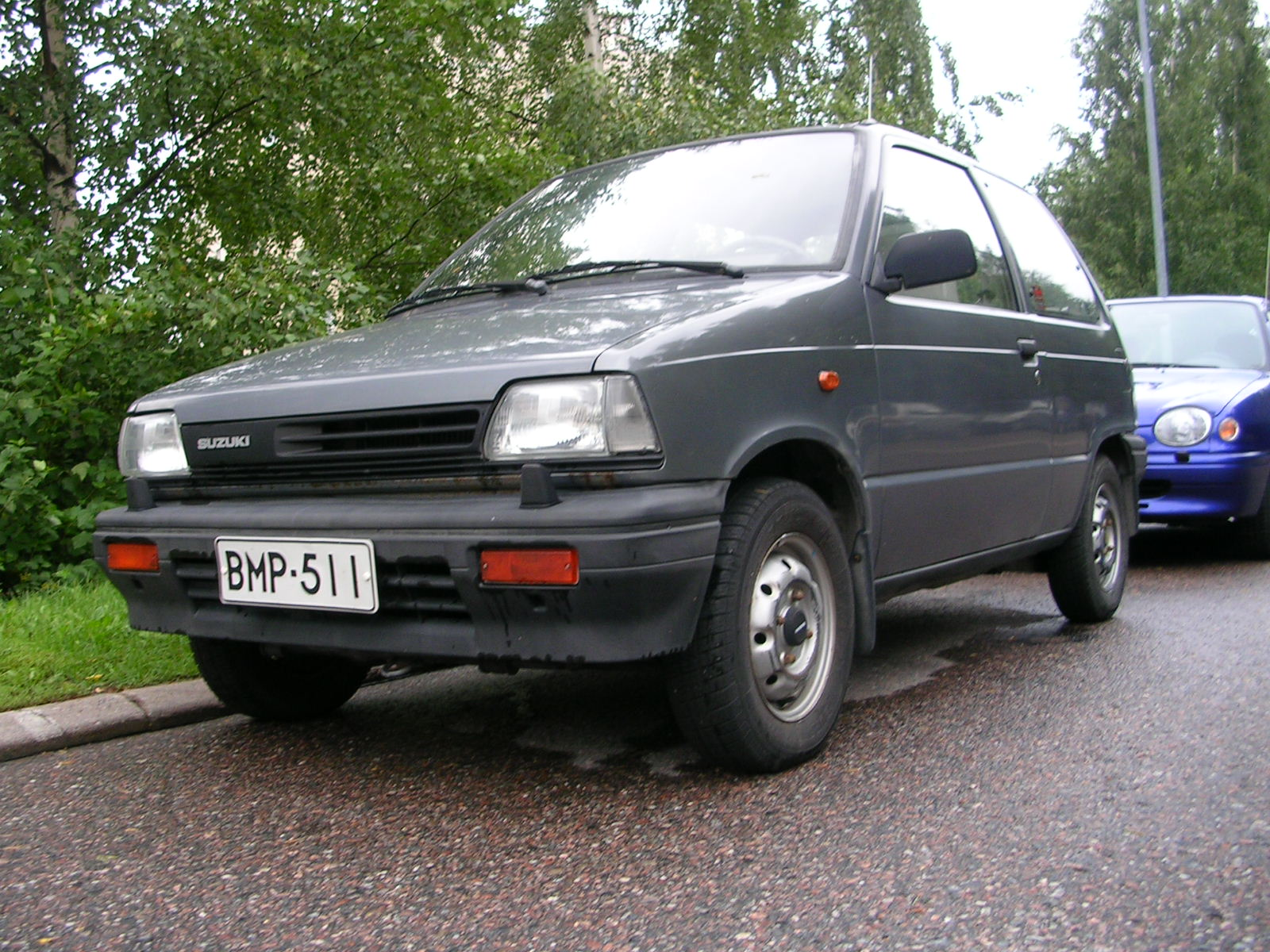
Suzuki Alto (Europa, 1986–1994)

Im Jahre 1984 folgte ein Modellwechsel, intern zunächst CA71 und CC71 (zweiter Code jeweils Allrad-Version).
Nach ersten Facelift 1986 dann CA/CC72. Der CA71 bildete ab 1986 die zweite Generation des Maruti 800, als welcher er bis heute gefertigt wird. Zwar ebenfalls in Indien gebaut, aber auf dem Stand des CA72 sind die Modelle für Europa.
In Japan gibt es dagegen 1988 erneut ein neues Fahrzeug mit auffällig großen Seitenscheiben (Modelle CL11 und CM11). Dieser wurde später auch von Daewoo als Daewoo Tico in Lizenz gebaut. Die viertürige Version, bis dahin Suzuki Fronte genannt, gehörte zudem ab Ende 1989 als CN11 und CP11 zum Alto. Das Modell mit 39 PS war das erste Suzuki-Modell, das vom chinesischen Hersteller Chongqing Changan Automobile Company in Lizenz gefertigt wurde. Von 1988 bis 2001 war es als Modell Changan SC7080 Alto auf dem Markt, danach erneut bis 2007 als Changan SC7080 City Baby.
Mit der Änderung der Kei-Car-Regeln 1990 wurde der Wagen 10 cm länger. Die internen Bezeichnungen waren nun CL/CM/CN/CP21. 1991 wurden die dreitürigen Versionen aufgrund von schärferen Sicherheitsvorschriften für einen Seitenaufprallschutz überarbeitet. Die Typencodes waren nun CL/CM22. Gleiches galt für die inzwischen eingeführten Nutzfahrzeug-Versionen mit einer Blechplatte statt der hinteren Seitenscheibe (CR/CS22).
Als Suzuki Alto Hustle gab es dazu einen Hochdachkombi mit dem internen Code CR22S.

### Alto HA (1994–2006)
Die HA-Modelle des Alto wurden in Japan und Indien parallel 1994 eingeführt. Dabei war die japanische Version, die nahezu alle zwei Jahre einen Facelift bekam, 10 cm kürzer als der indische Maruti Zen, der wiederum bis 1999 die Basis für den europäischen Alto bildete. So gab es in Japan 1994 HA11 und HA21 (erste Version drei- und zweite fünftürig), 1998 den HA12 und HA22, 2000 den HA23 (nur dreitürig) und 2004 den nur fünftürigen HA24.
In Europa erschien 2002 ein neuer Alto auf dem optischen Stand des HA23. Diese Version besaß einen neu entwickelten Reihenvierzylinder-Ottomotor mit 1,1 Litern Hubraum, 16 Ventilen und 46 kW. Die Höchstgeschwindigkeit lag bei 155 km/h, wobei sich der Verbrauch auf etwa 4,9 Liter pro 100 Kilometer und 119 g CO2/km belief.

Optisch wurde der Alto rundlicher gestaltet als das 1999 in Deutschland eingestellte Vorgängermodell (auf Basis des HA11). Das Kofferraumvolumen betrug zwischen 175 und 725 Liter und die Anhängelast erreichte mit 750 Kilogramm fast das Leergewicht des Wagens von 805 Kilogramm. Für einen Basispreis von 7950 Euro umfasste die serienmäßige Ausstattung im Jahr 2002 neben einer Servolenkung und zwei Frontairbags auch eine Zentralverriegelung und elektrische Fensterheber vorne. Optional wurde ein Antiblockiersystem, eine Klimaanlage und ein Dreistufen-Automatikgetriebe angeboten. Erneut gab es ein chinesisches Lizenzmodell unter dem Namen Changan SC7090 Zen (1997–2007).

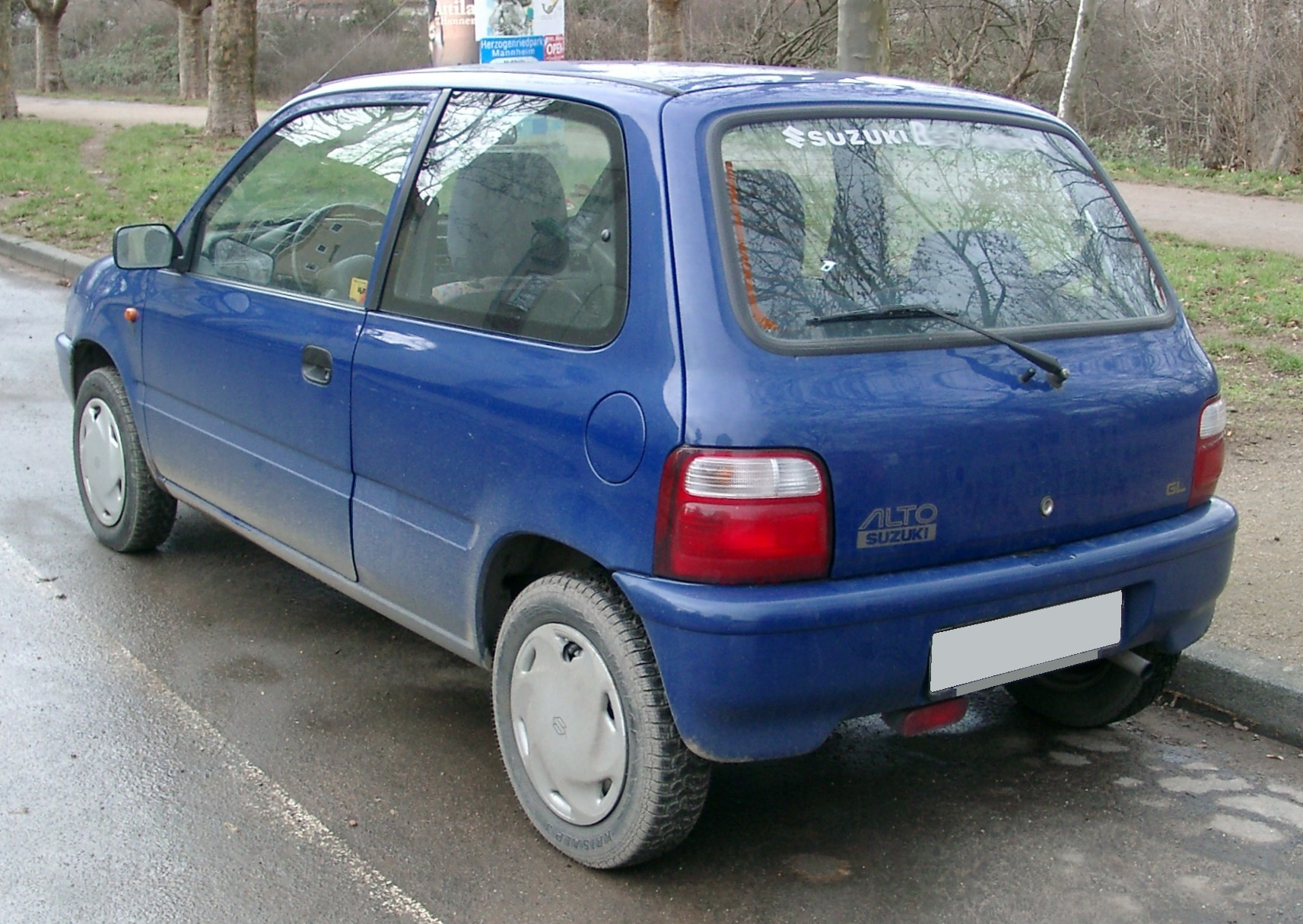
Heckansicht
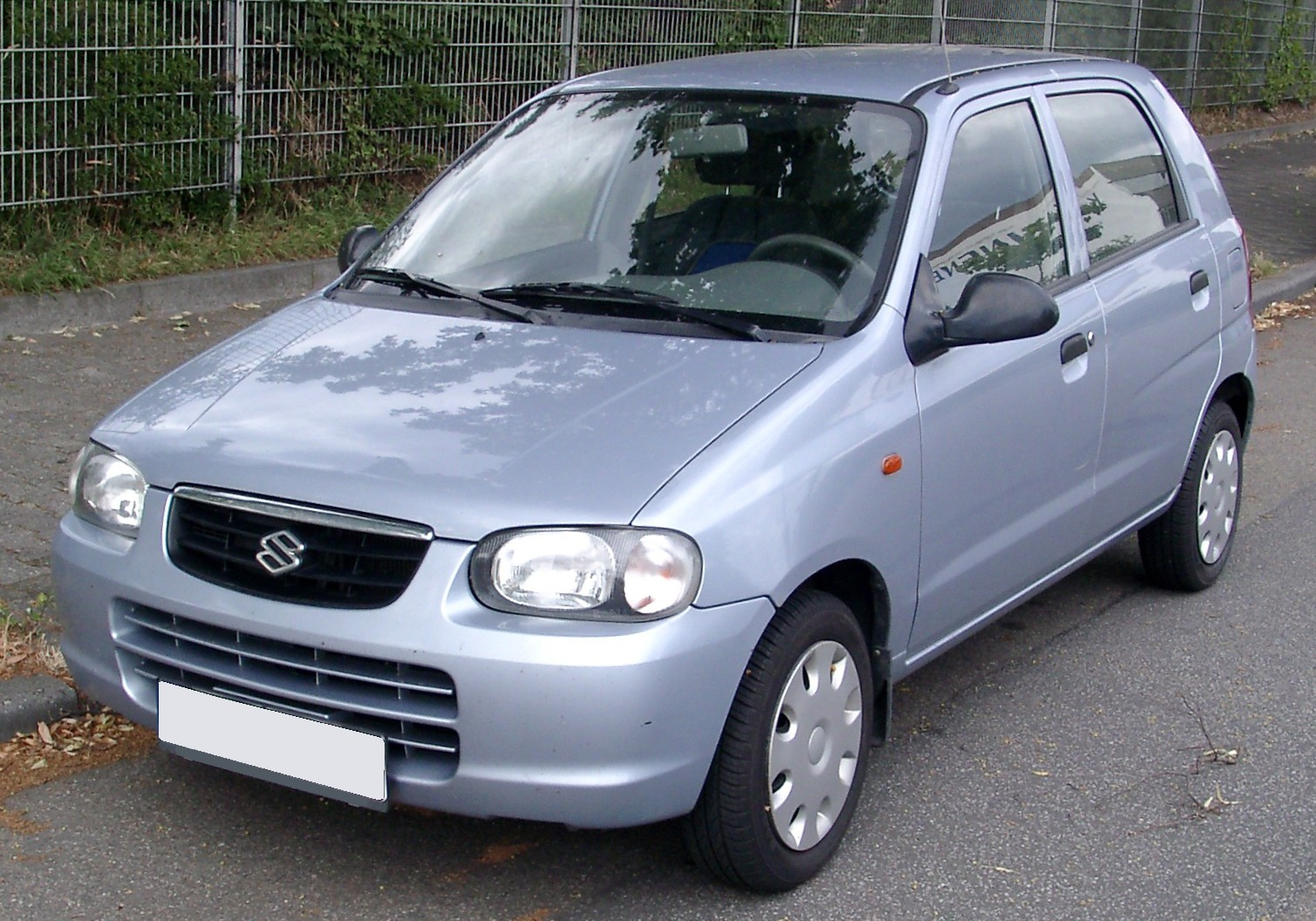
Suzuki Alto (Europa, 2002–2006)
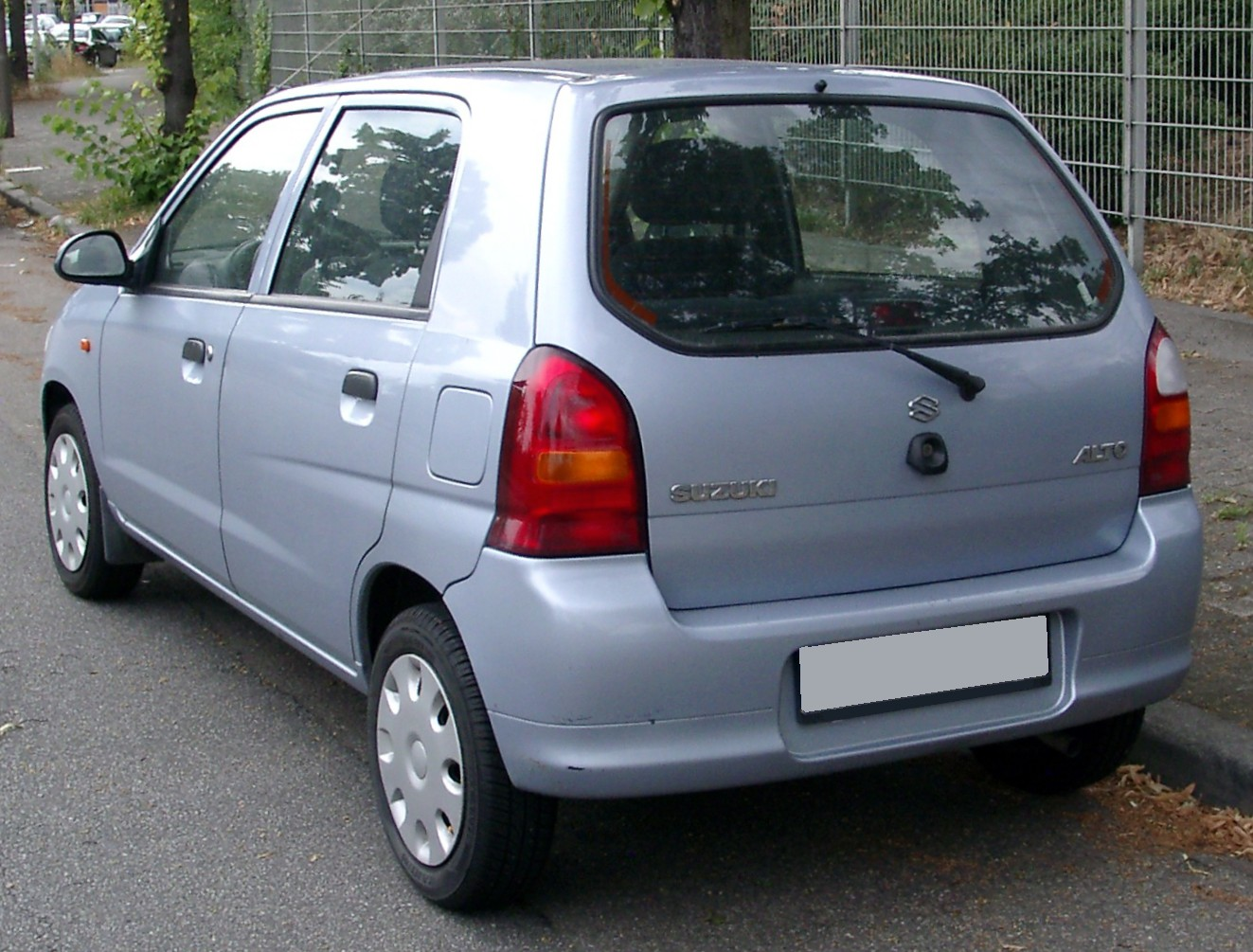
Heckansicht

#### Motoren
| Modell | Typ                     | Hubraum  | Leistung                     | Drehmoment           | Verbrauch          | Bauzeit   |
| ------ | ----------------------- | -------- | ---------------------------- | -------------------- | ------------------ | --------- |
| 0.9    | Ottomotor: R4, 8V, OHC  | 993 cm³  | 40 kW (54 PS) bei 5500 min−1 | 77 Nm bei 4500 min−1 | 5,7 l Super/100 km | 1994–2002 |
| 1.1    | Ottomotor: R4, 16V, OHC | 1061 cm³ | 46 kW (63 PS) bei 6000 min−1 | 85 Nm bei 3200 min−1 | 4,9 l Super/100 km | 2002–2006 |

### Alto GF (2009–2015)
| Sterne im Euro-NCAP-Crashtest |

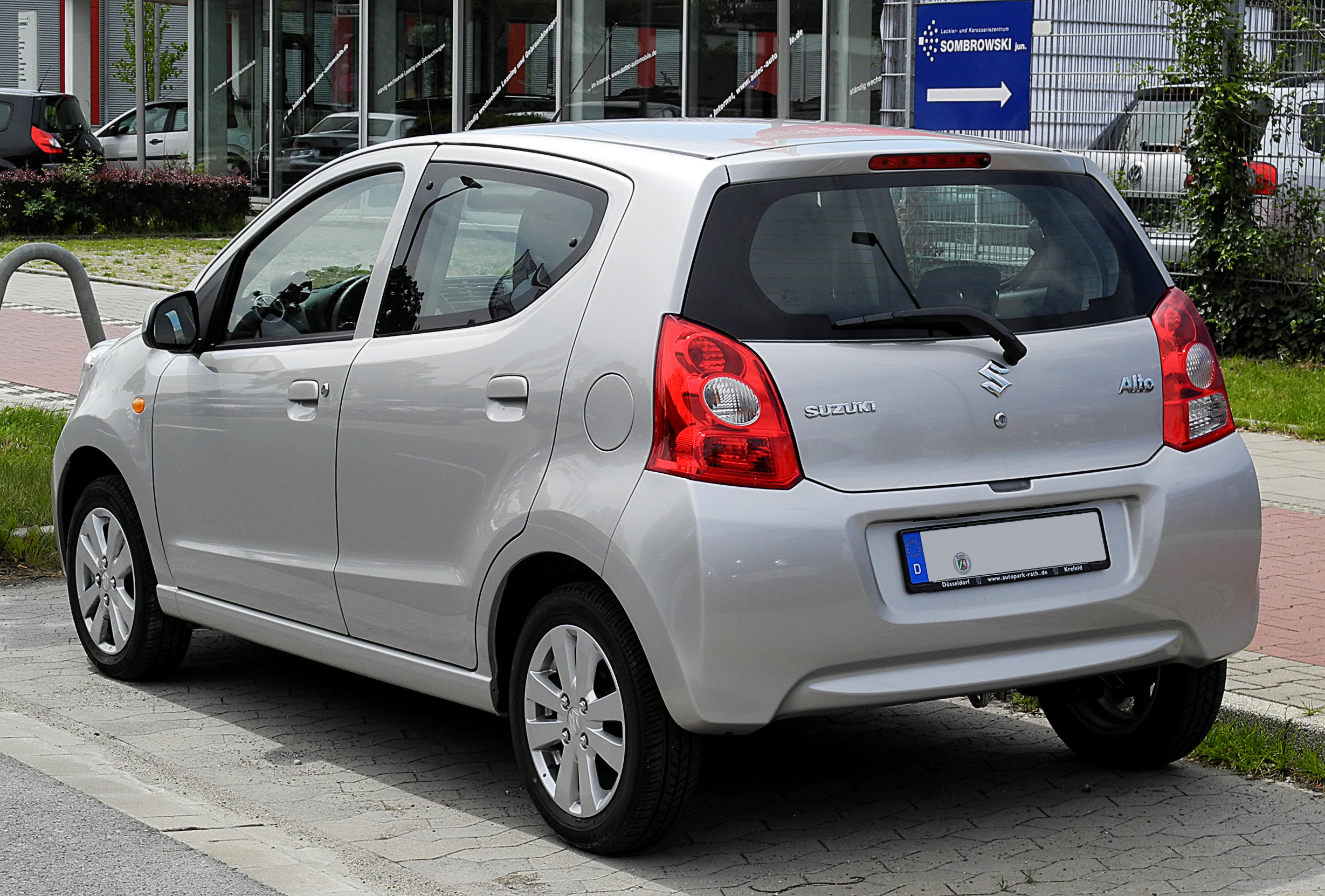
Heckansicht

Eine ganz neue Generation des Suzuki Alto wurde im Oktober 2008 auf der Mondial de l’Automobile präsentiert. Das Fahrzeug sollte jetzt – wie zuletzt 1994 der HA11 – weltweit optisch in der gleichen Form angeboten werden. Nur die Motoren unterschieden sich und die japanische Version hatte etwas andere Maße.
Das neu entwickelte Modell für den Weltmarkt, das auch als Nissan Pixo angeboten wurde, orientierte sich an dem Konzeptfahrzeug Suzuki A-Star, das erstmals auf der Auto Expo 2008 in Neu-Delhi vorgestellt worden war. Dabei wurde das Design gegenüber der Studie rundlicher gestaltet, die Scheinwerfer und der Kühlergrill fielen größer aus, wobei ein großer Lufteinlass durch die Kennzeichenhalterung geteilt wurde. Das Modell für Europa wurde bei Maruti Suzuki in Indien produziert, wo es auch als Maruti Suzuki A-Star erhältlich war.
Als Antrieb kam der 1,0-Liter-Ottomotor mit drei Zylindern in Reihenbauart, 50 kW bei 6000 min−1und einem maximalen Drehmoment von 90 Nm bei 3400 min−1 zum Einsatz, der auch im Suzuki Splash Verwendung fand. Der Viersitzer verbrauchte 4,4 Liter auf 100 Kilometer und hatte einen CO2-Ausstoß von 103 g/km. Der Alto wurde in drei Ausstattungslinien verkauft; der Grundpreis betrug 8900 Euro.
Mitte 2015 wurde die Produktion des Alto zugunsten des Suzuki Celerio eingestellt.

#### Technische Daten
| Modell                          | 1.0                                           |
| Motor                           | Otto, DOHC                                    |
| Zylinderzahl                    | R3 (12V)                                      |
| Hubraum (cm³)                   | 996 cm³                                       |
| Max. Leistung (kW/PS)           | 50/68 bei 6000                                |
| Max. Drehmoment (Nm)            | 90 Nm bei 3400                                |
| Höchstgeschwindigkeit (km/h)    | 155 km/h (AT=150 km/h)                        |
| Getriebe (Serienmäßig)          | 5 Gang-Schaltgetriebe oder 4 Stufen-Automatik |
| Beschleunigung (0–100 km/h)     | 14,0 s (AT=17,0 s)                            |
| Verbrauch kombiniert (l/100 km) | 4,3 S (AT=5,1 S)                              |
| Kohlenstoffdioxid-Emissionen    | 99 g/km (AT=118 g/km)                         |
| Tankinhalt                      | 35 l                                          |

#### Zulassungszahlen
In der Bundesrepublik wurden zwischen 2009 und 2014 insgesamt 22.026 Alto GF neu zugelassen. Knapp 40 Prozent aller Fahrzeuge wurden im Jahr 2009 zugelassen. Dies ist auf die Umweltprämie zurückzuführen.
|  |

|  |

|  |

|  |

|  |

|  |

|  |

|  |

|  |

|  |

|  |

|  |

|  |

|  |

|  |

|  |

|  |

|  |

|  |

|  |

|  |

|  |

|  |

|  |

|  |

|  |

|  |

|  |

|  |

|  |

|  |

|  |

|  |

|  |

|  |

|  |

|  |

|  |

|  |

|  |

|  |

|  |

|  |

|  |

|  |

|  |

|  |

|  |

|  |

|  |

|  |

|  |

|  |

|  |

|  |

|  |

|  |

|  |

|  |

|  |

|  |

|  |

|  |

|  |

|  |

|  |

|  |

|  |

|  |

|  |

|  |

|  |

|  |

|  |

|  |

|  |

|  |

|  |

|  |

|  |

|  |

|  |

|  |

|  |

|  |

|  |

|  |

|  |

|  |

|  |

|  |

|  |

|  |

|  |

|  |

|  |

|  | Benziner (22.026) |

|  | Benziner (22.026) |

### Alto K-Serie (2014–2021)
Am 22. Dezember 2014 führte Suzuki in Japan eine achte Generation des Alto ein, die baugleich mit dem Mazda Carol ist. Angetrieben wird diese von einem 0,66-Liter-Ottomotor. Als Getriebe steht entweder ein 5-Gang-Schaltgetriebe, ein 5-Gang-Automatikgetriebe oder ein stufenloses Getriebe zur Auswahl. Außerdem ist es möglich, den Alto mit Allradantrieb und als sportliche RS-Variante zu bestellen. Ziel der Entwicklung bei der neuen Generation war es, einen möglichst niedrigen Kraftstoffverbrauch zu realisieren. Suzuki gab diesen in Japan für die Variante mit Vorderradantrieb und stufenlosem Getriebe mit 37 km/l an, was 2,7 l/100 km entspricht.
Ab Ende Dezember 2015 war mit dem Alto Works eine leistungsgesteigerte Version im Handel.

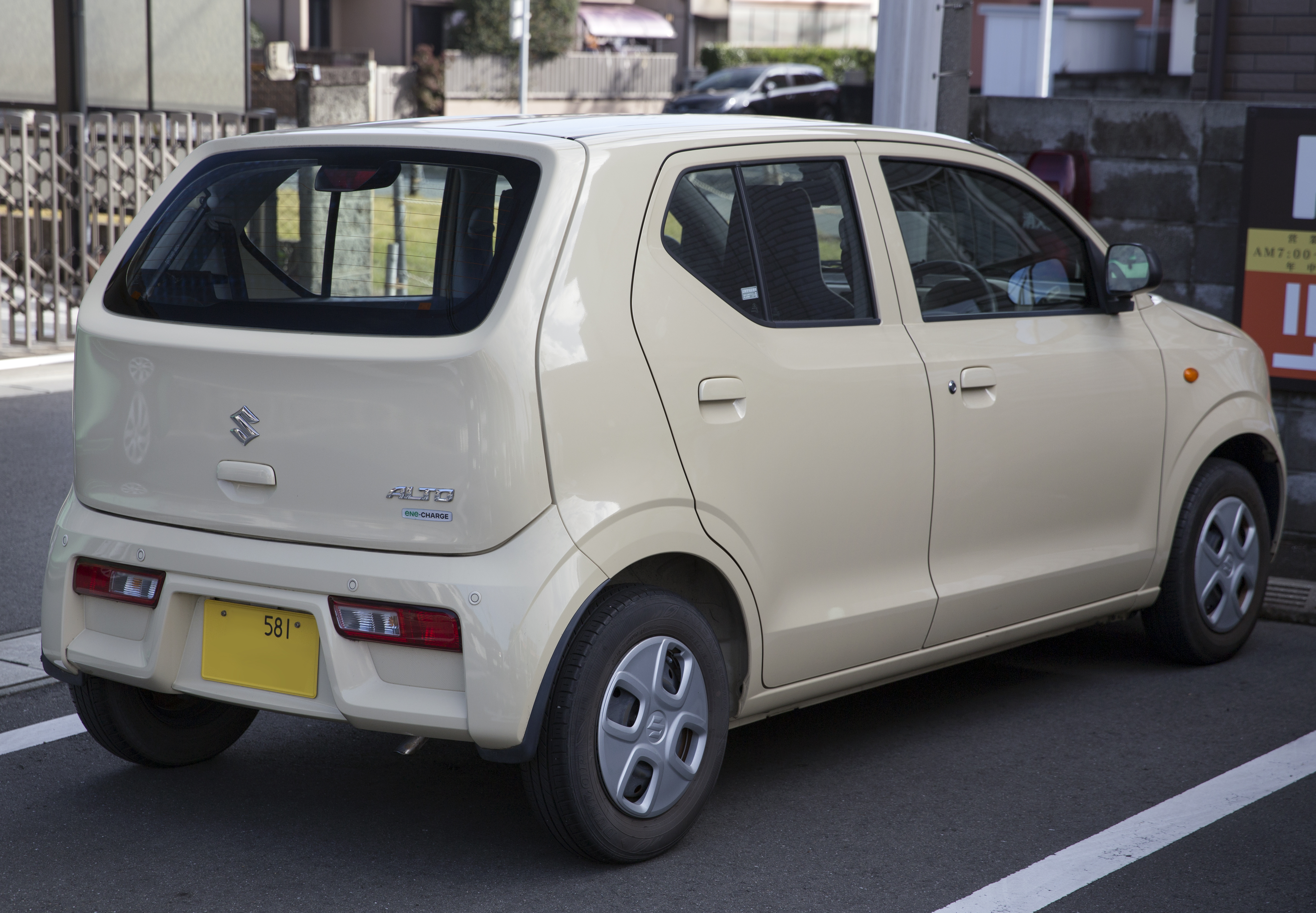
Heckansicht
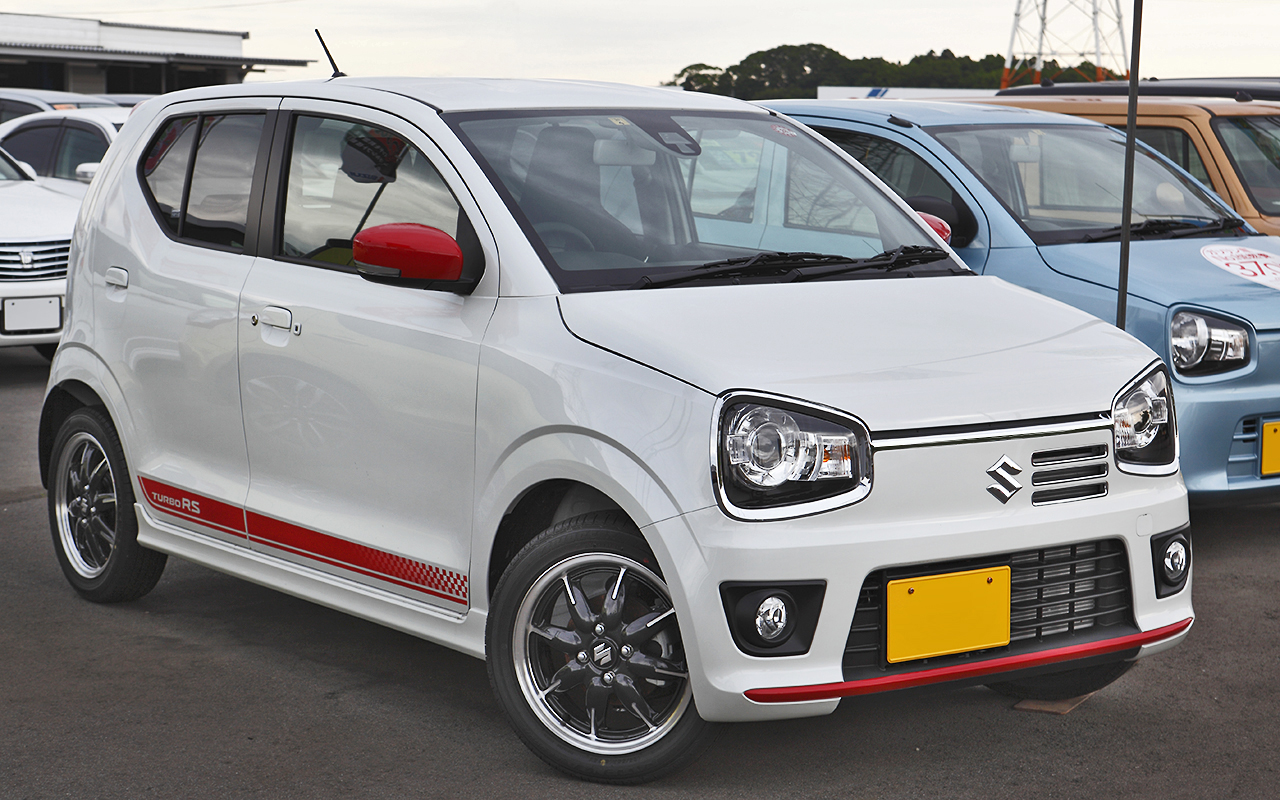
Suzuki Alto Turbo RS (2015–2021)
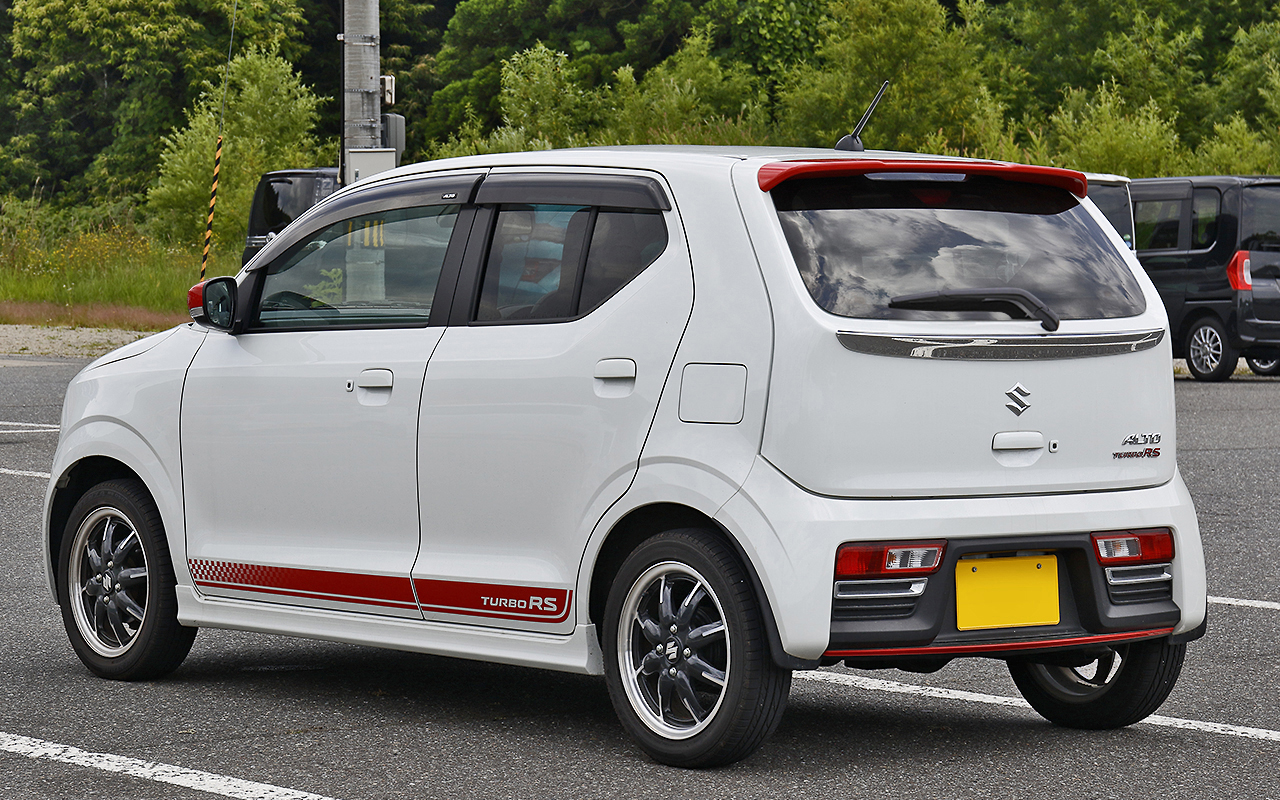
Heckansicht
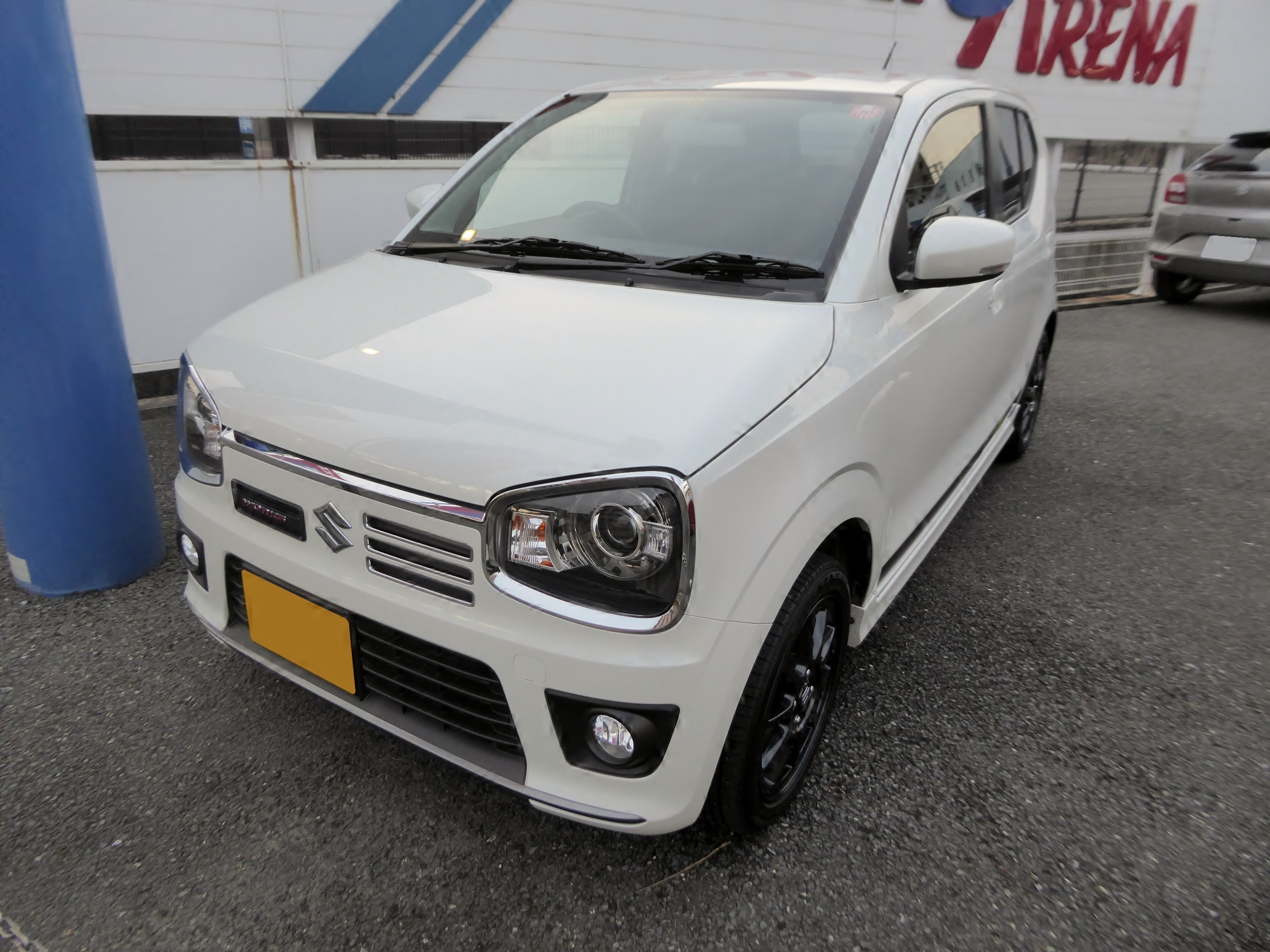
Suzuki Alto Works (2015–2021)
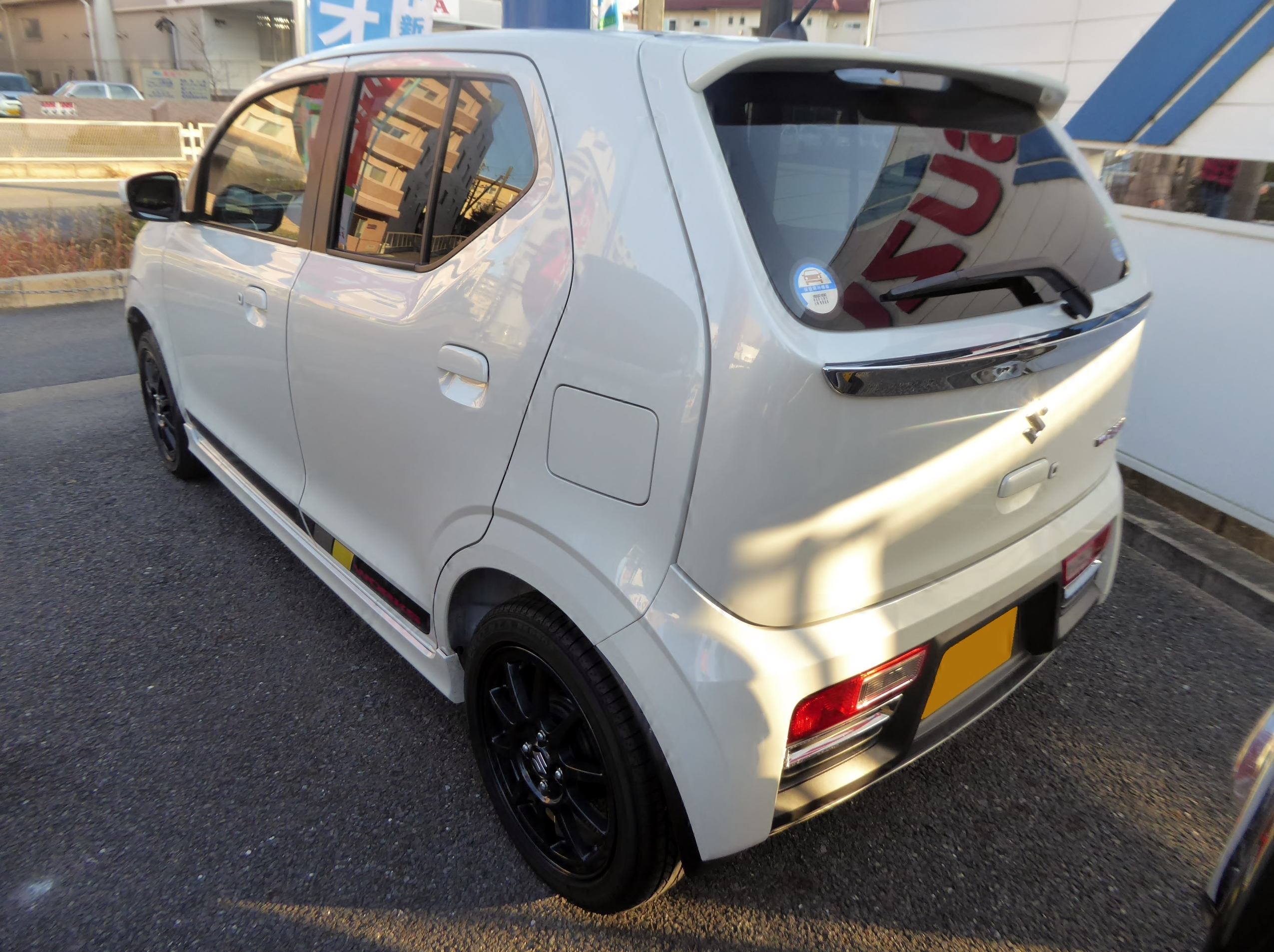
Heckansicht

#### Technische Daten
|                           | Alto 2WD                                                           | Alto 4WD                                                           | Alto Works 2WD             | Alto Works 4WD             |
| Bauzeitraum               | 12/2014–12/2021                                                    | 12/2014–12/2021                                                    | 12/2015–12/2021            | 12/2015–12/2021            |
| Motorkenndaten            |                                                                    |                                                                    |                            |                            |
| Motortyp                  | R3-Ottomotor                                                       | R3-Ottomotor                                                       | R3-Ottomotor               | R3-Ottomotor               |
| Verdichtungsverhältnis    | 11,5 : 1                                                           | 11,5 : 1                                                           | 9,1 : 1                    | 9,1 : 1                    |
| Hubraum                   | 658 cm³                                                            | 658 cm³                                                            | 658 cm³                    | 658 cm³                    |
| max. Leistung bei min−1   | 36 kW (49 PS) / 6500 (38 kW (52 PS) / 6500) [38 kW (52 PS) / 6500] | 36 kW (49 PS) / 6500 (38 kW (52 PS) / 6500) [38 kW (52 PS) / 6500] | 47 kW (64 PS) / 6000       | 47 kW (64 PS) / 6000       |
| max. Drehmoment bei min−1 | 58 Nm / 4000 (63 Nm / 4000) [63 Nm / 4000]                         | 58 Nm / 4000 (63 Nm / 4000) [63 Nm / 4000]                         | 100 Nm / 3000              | 100 Nm / 3000              |
| Kraftübertragung          |                                                                    |                                                                    |                            |                            |
| Antriebsart               | Vorderradantrieb                                                   | Allradantrieb                                                      | Vorderradantrieb           | Allradantrieb              |
| Getriebe, serienmäßig     | 5-Gang-Schaltgetriebe                                              | 5-Gang-Schaltgetriebe                                              | 5-Gang-Schaltgetriebe      | 5-Gang-Schaltgetriebe      |
| Getriebe, optional        | (Stufenloses Getriebe) [5-Gang-Automatikgetriebe]                  | (Stufenloses Getriebe) [5-Gang-Automatikgetriebe]                  | [5-Gang-Automatikgetriebe] | [5-Gang-Automatikgetriebe] |
| Messwerte                 |                                                                    |                                                                    |                            |                            |
| Leergewicht               | 610 kg (650 kg) [620 kg]                                           | 660 kg (700 kg) [670 kg]                                           | 670 kg [690 kg]            | 720 kg [740 kg]            |
| Kraftstoffverbrauch       | 27,2 km/l (37,0 km/l) [29,6 km/l]                                  | 25,2 km/l (33,2 km/l) [27,4 km/l]                                  | 23,0 km/l [23,6 km/l]      | 22,0 km/l [22,6 km/l]      |
| Tankinhalt                | 27 l                                                               | 27 l                                                               | 27 l                       | 27 l                       |

- Werte in runden Klammern gelten für Modelle mit stufenlosem Getriebe, Werte in eckigen Klammern für Modelle mit Automatikgetriebe.

### Alto (seit 2021)
Die neunte Generation des Alto wurde Ende November 2021 vorgestellt und kam im darauffolgenden Monat in Japan in den Handel. Eine überarbeitete Version wurde im Juni 2025 präsentiert. Angetrieben wird der Alto erneut von einem 0,66-Liter-Ottomotor. Gegen Aufpreis ist ein Mildhybrid erhältlich. Als Getriebe steht nur noch ein stufenloses Getriebe zur Verfügung. Außerdem ist es wieder möglich, den Alto mit Allradantrieb zu bestellen.

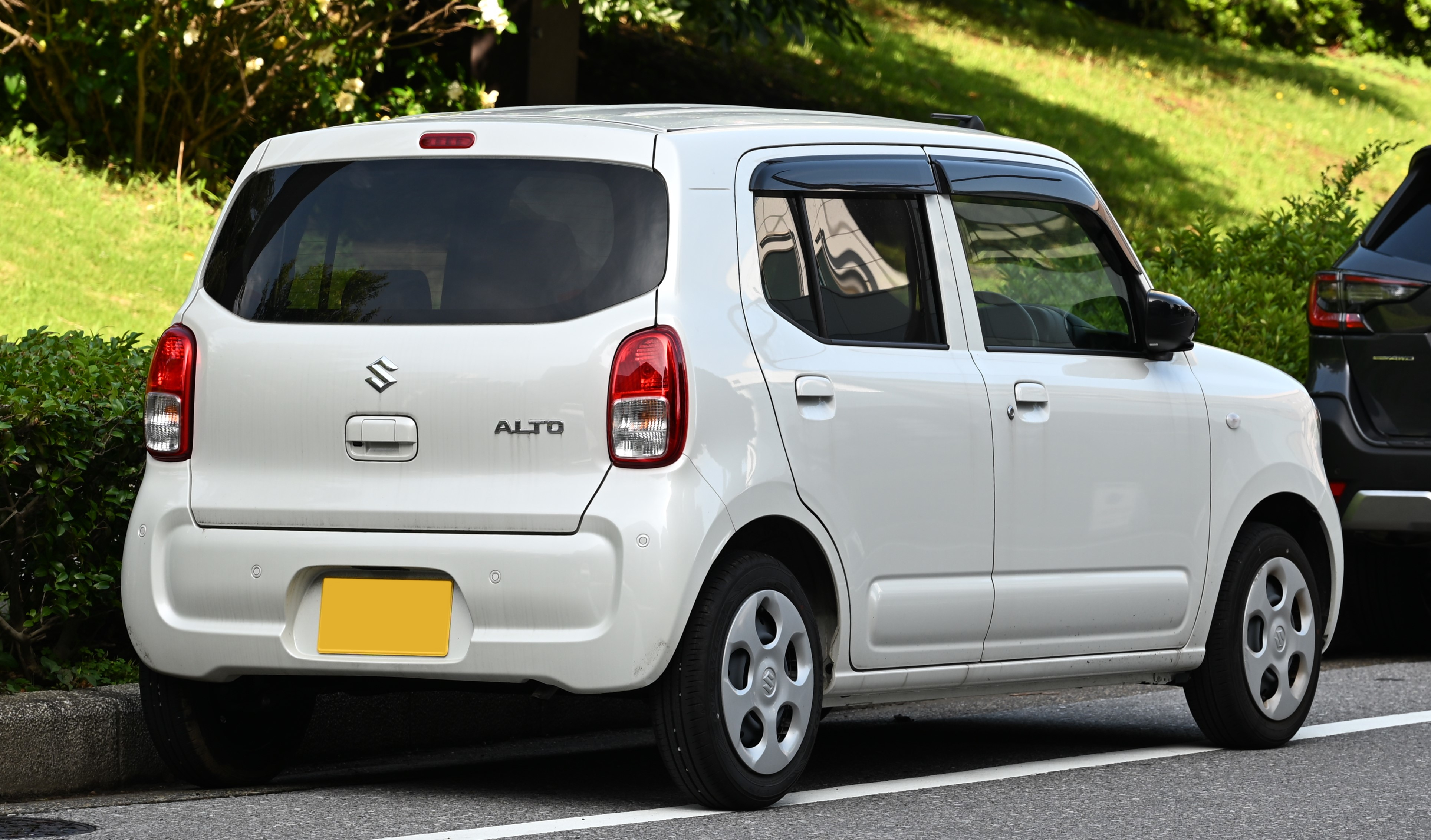
Heckansicht

#### Technische Daten
|                           | Alto 2WD             | Alto 4WD             | Alto Hybrid 2WD                        | Alto Hybrid 4WD                        |
| Bauzeitraum               | seit 12/2021         | seit 12/2021         | seit 12/2021                           | seit 12/2021                           |
| Motorkenndaten            |                      |                      |                                        |                                        |
| Motortyp                  | R3-Ottomotor         | R3-Ottomotor         | R3-Ottomotor                           | R3-Ottomotor                           |
| Verdichtungsverhältnis    | 11,5 : 1             | 11,5 : 1             | 12,0 : 1                               | 12,0 : 1                               |
| Hubraum                   | 658 cm³              | 658 cm³              | 657 cm³                                | 657 cm³                                |
| max. Leistung bei min−1   | 34 kW (46 PS) / 6500 | 34 kW (46 PS) / 6500 | 36 kW + 1,9 kW (46 PS + 2,6 PS) / 6500 | 36 kW + 1,9 kW (46 PS + 2,6 PS) / 6500 |
| max. Drehmoment bei min−1 | 55 Nm / 4000         | 55 Nm / 4000         | 58 + 40 Nm / 5000                      | 58 + 40 Nm / 5000                      |
| Kraftübertragung          |                      |                      |                                        |                                        |
| Antriebsart               | Vorderradantrieb     | Allradantrieb        | Vorderradantrieb                       | Allradantrieb                          |
| Getriebe                  | Stufenloses Getriebe | Stufenloses Getriebe | Stufenloses Getriebe                   | Stufenloses Getriebe                   |
| Messwerte                 |                      |                      |                                        |                                        |
| Leergewicht               | 680 kg               | 730 kg               | 700–710 kg                             | 750–760 kg                             |
| Kraftstoffverbrauch       | 25,2 km/l            | 23,5 km/l            | 27,7 km/l                              | 25,7 km/l                              |
| Tankinhalt                | 27 l                 | 27 l                 | 27 l                                   | 27 l                                   |